# Jiutepec
Jiutepec è una città del Messico situata nello Stato del Morelos.